# Closteridea bauri
Closteridea bauri är en insektsart som beskrevs av Scudder, S.H. 1893. Closteridea bauri ingår i släktet Closteridea och familjen gräshoppor. Inga underarter finns listade i Catalogue of Life.